# ايلون جينينغز
ايلون جنينغز (بالإنجليزية: Waylon Jennings) (و. 1937 – 2002 م) هو عازف قيثارة، ومغني، ومغن ومؤلف، وموسيقي، وملحن، وممثل، من الولايات المتحدة، ولد في ليتلفيلد، توفي في تشاندلر، عن عمر يناهز 65 عاماً، بسبب السكري.

## التعليم
تعلم في South Plains College ‏.

## جوائز
حصل على جوائز منها:
- جائزة هوراشيو ألجر.

## وصلات خارجية
- ايلون جينينغز على موقع IMDb (الإنجليزية)
- ايلون جينينغز على موقع الموسوعة البريطانية (الإنجليزية)
- ايلون جينينغز على موقع روتن توميتوز (الإنجليزية)
- ايلون جينينغز على موقع ألو سيني (الفرنسية)
- ايلون جينينغز على موقع ميوزك برينز (الإنجليزية)
- ايلون جينينغز على موقع رولينغ ستون (الإنجليزية)
- ايلون جينينغز على موقع تيرنر كلاسيك موفيز (الإنجليزية)
- ايلون جينينغز على موقع أول موفي (الإنجليزية)
- ايلون جينينغز على موقع قاعدة بيانات برودواي على الإنترنت (الإنجليزية)
- ايلون جينينغز على موقع قاعدة بيانات الأفلام السويدية (السويدية)